# 문식성
문식성(Literacy)이란 적어도 하나의 방법으로 읽기, 쓰기, 해석하기 등의 능력을 사용함으로 보편적으로 이해하는 것을 말한다. 이 문식성이 사회적, 문화적인 면들을 항상 포함한다는 사항은  유네스코의 정의에서 '문식성은 다양한 문맥을 동반하는 출판되거나 적힌 편집물들을 인식하고, 이해하고, 해석하고, 창작하고, 소통하고, 계산하는 능력을 의미'한다.

## 같이 보기
- 문해